# Белкина, Любовь Михайловна
Любовь Михайловна Белкина (урожд. Родионова, в первом браке Клячко; 4 (16) октября 1875, Несвиж(?) — 13 ноября 1944, Москва) — поэтесса, журналист и публицист.
Основала в Минске Рабочую партию политического освобождения России. Автор брошюры «Свобода», редактором которой был Григорий Гершуни.

## Биография
Любовь Михайловна родилась 4 (16) октября 1875 года в семье Михаила Михайловича и Ларисы Тимофеевны Родионовых.
Училась в Минской гимназии. Сблизилась с революционно настроенной молодежью. С ранней юности, будучи творческой натурой, пишет стихи. Впервые её произведения были опубликованы и представлены в журналах «Новая жизнь», «Русское богатство», «Мир божий».
В Минске создает и становится во главе «Рабочей партии политического освобождения России», объединявшей до 40 рабочих кружков с особо установленными прочными связями в Москве, Киеве, Одессе. Члены партии называли себя социалистами-революционерами. В 1900 году совместно с Г. А. Гершуни издает брошюру «Свобода», в которой были изложены главные программные принципы организации. Переехав в Петербург, развернула бурную деятельность по устройству типографии, издания и распространения брошюры «Свобода», а также прокламаций. Была арестована, провела два года в тюрьме, позже выслана в Херсонскую губернию под особый надзор полиции. Заявила о разрыве со своим эсеровским прошлым, особенно с террористическими увлечениями. Впоследствии Московским охранным отделением под руководством крупнейшего деятеля политического сыска Зубатова С. В. «Рабочая партия политического освобождения России» была ликвидирована.
С 1902 по 1905 год Любовь Михайловна проживала под надзором полиции в Одессе, затем — в селе Троицком, где встретила своего будущего мужа Ивана Петровича Белкина. В 1903 году в одесском журнале «Южные записки» появляется её философский этюд «Великие люди и одиночество». Спустя год в Троицком она напишет рассказ «Дурман».
Пройдя вместе со своим вторым мужем, врачом-общественником, Иваном Петровичем Белкиным, членом ВКП(б) с 1903 года, через полосу арестов за агитационную работу, она приняла участие в московском вооруженном восстании в декабре 1905 года.
В 1906 году печатается в сборниках «Песни революции» (Киев) и «На распутьи» (Москва). В последнем опубликована её сатирическая «Былина об Илье Муромце и Соловье-Разбойнике», где в аллегорической форме изображается победа народа над чиновниками и помещиками. В 1907 году нелегально вышли сборник революционно-агитационных стихов Белкиной Л. М. «Декабрьские дни» и поэма «Лейтенант Шмидт. Красный Адмирал (6 марта 1906 г.)» — библиографический уникум, изданный в Казани спустя год после расстрела на острове Березань революционного деятеля, потомственного морского офицера Петра Петровича Шмидта. В сборнике «Лесная лилия», выпущенном в Москве в 1910 году, соседствовали интимная лирика и стихи на общественные, антирелигиозные темы, а также переводы стихов польской поэтессы Марии Конопницкой.
В 1912 году Любовь Белкина участвовала в полтавском благотворительном издании «Колос ржи», а спустя год редактировала несколько номеров полтавского журнала «Труженик». Наряду с Максимом Горьким, Шолом Алейхемом, Владимиром Короленко печатается в литературном сборнике Полтавского общества борьбы с туберкулезом «Белый цветок».
После Февральской революции 1917 года живёт в Туле, где возглавляет театрально-музыкальную секцию Тульского пролеткульта. Любовь Михайловна сотрудничает с местной печатью, на страницах «Пролетарской правды» и «Коммунара» появляются статьи поэтессы, часто публикуются её стихи. Она пишет статьи о рабочем контроле, о церкви и государстве.
В «Пролетарской правде» были опубликованы одни из лучших стихотворений Л. Белкиной: «На аванпостах» (24 декабря 1917 г.) и «Боевые огни» (19 января 1918 г.).
С 22 по 29 декабря 1920 года — делегат VIII Всероссийского съезда Советов рабочих, крестьянских, красноармейских и казачьих депутатов, проходившего в Москве.
В феврале 1921 г. Л. М. Белкина обращается к В. И. Ленину с просьбой дать заключение о её пьесе «Черный Прометей», рассказывающей о жизни советских шахтёров. Произведение было переслано А. М. Горькому, написавшему свой отзыв: «Пьеса Белкиной принадлежит к числу тех пьес, которые ныне пишутся десятками людей и в которых много добрых намерений <…> Литературно — вещь слабая, но агитационное значение имеет, и немалое».
В 1925 г. появляются произведения Белкиной, посвященные международному рабочему движению: поэма «Буревестник Дуарнена», поражающая многогранностью и многокрасочностью, насыщенная иллюзиями от интимно-лирических переживаний до злой и бичующей сатиры, и роман «Рольф Май». В это же время, Кино-секция Тулгубоно издает и сценарий кинодрамы Л. Белкиной «На великом пути». Один из экземпляров его сегодня хранится в собрании раритетов Библиотеки киноискусства им. С. М. Эйзенштейна.
В 1925 году Белкины покидают Тулу. Ивана Петровича назначают заведующим подмосковным туберкулезным санаторием «Ильичево». В 1928 году они будут работать в санаториях Крыма, а затем на некоторое время переедут в подмосковный санаторий «Узкое».
Летом 1934 года Белкины вернулись в Тулу. И. П. Белкина назначают директором санатория «Красный шахтер» в городе Богородицке, где он умер в 1934 году.
Поэтесса умерла 13 ноября 1944 года в Москве. Похоронена на Пятницком кладбище.

## Творческое наследие
Багаж творческого наследия Белкиной велик. Он включает немало наименований вещей самых различных по темам, родам и жанрам. Различен и уровень художественного мастерства. Писала, в основном, в духе авангарда, весомо и зримо, обладала ярким художественным мышлением. Издания Любови Михайловны Белкиной давно стали библиографической редкостью, многие из них либо погибли безвозвратно, либо сохранились в ничтожном количестве экземпляров. Некоторые из них хранятся в Российской государственной библиотеке.
Начиная с середины XX века свои труды о Л. М. Белкиной и её творчестве опубликовали литературовед, библиофил, собравший уникальную коллекцию русской поэзии первой половины XX века, Тарасенков Анатолий Кузьмич, а также популяризатор литературы и искусства, известный тульский краевед Милонов Николай Александрович. Из забвения культурной памяти они воскресили имя русской поэтессы «серебряного века», советской писательницы, журналиста и прозаика.